# 在パキスタン日本国大使館
在パキスタン日本国大使館（ウルドゥー語: پاکستان میں جاپانی سفارت خانے、英語: Embassy of Japan in Pakistan）は、パキスタンの首都イスラマバードにある日本の大使館。在イスラマバード日本国大使館（ウルドゥー語: اسلام آباد میں جاپانی سفارت خانے、英語: Embassy of Japan in Islamabad）とも。

## 沿革
- 1952年4月12日、来たる日本国の独立に先駆けて「在外公館の名称及び位置を定める法律」が制定され、当時の首都カラチに在パキスタン日本国大使館を設置することが定められる[1]
- 1952年4月28日、サンフランシスコ平和条約の発効により日本国が独立、パキスタンも同条約締結国のうちの一国[2]
- 1959年、パキスタンで首都の移転が決まり、それまでの首都カラチから臨時首都ラーワルピンディーに遷都する[3]
- 1965年5月、在パキスタン日本国大使館付属カラチ日本人学校（英語版）（KJS）が設立される[4]
- 1966年10月1日、カラチの在パキスタン日本国大使館が臨時首都ラーワルピンディーに移転する[5]
- 1967年10月1日、在外公館不在となっていた旧首都で最大都市のカラチに在カラチ日本国総領事館が開設される[6]
- 1968年4月、大使館の移転と総領事館の開設に伴い、在パキスタン日本国大使館付属カラチ日本人学校が在カラチ日本国総領事館付属小学校に改称される[4]
- 1969年、イスラマバードの建都が完了して、それまでの暫定首都ラーワルピンディーから新首都イスラマバードに遷都する[7]
- 1969年、ラーワルピンディーの在パキスタン日本国大使館が首都イスラマバードに移転する[8]
- 1975年4月、イスラマバードに日本人子女向けの補習授業校が開校される[9]
- 1987年4月、上記の補習授業校を前身とする在パキスタン日本国大使館附属イスラマバード日本人学校（英語版）（IJS）が設立される[9]
- 2002年4月29日、イスラマバード市内のセリナ・ホテルにて在パキスタン日本国大使館主催の「日本・パキスタン国交樹立50周年記念シンポジウム」が開催される[10]

## 住所
| 所在地 | 53-70, Ramna 5/4, Diplomatic Enclave 1, Islamabad 44000 |
| 私書箱 | P.O. Box 1119, Islamabad                                |

## 著名な在勤者
- フマユン・A・ムガール
- 山口壯